# Bobby Rahal

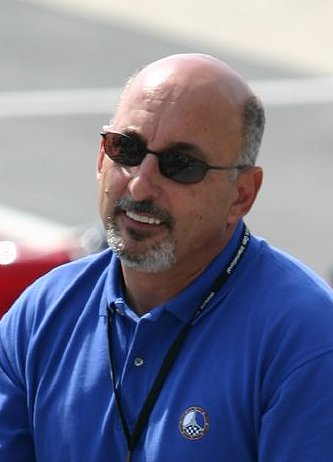
Rahal en una imatge de l'any 2004.

 Bobby Rahal  és un pilot de curses automobilístiques estatunidenc que va arribar a disputar curses de Fórmula 1.
Va néixer el 10 de gener del 1953 a Medina, Ohio, Estats Units.
Fora de la F1 és un corredor expert en proves com les 500 Milles d'Indianapolis, prova que va guanyar en l'edició de 1986, a més d'haver finalitzat al podi en tres altres ocasions.
També va ser campió de les CART Series a les temporades 1986-1987 i 1992.

## A la F1
Bobby Rahal va debutar a la quinzena cursa de la temporada 1978 (la 29a temporada de la història) del campionat del món de la Fórmula 1, disputant l'1 d'octubre del 1978 el G.P. dels Estats Units al circuit de Watkins Glen.
Va participar en un total de dues curses puntuables pel campionat de la F1, aconseguint una dotzena posició com millor classificació en una cursa, no assolí cap punt pel campionat del món de pilots.

## Resultats a la Fórmula 1
| Any  | Equip       | Xassís      | Motor    | 1   | 2   | 3   | 4     | 5   | 6   | 7   | 8   | 9   | 10  | 11  | 12  | 13  | 14  | 15     | 16      | Posició | Punts |
| ---- | ----------- | ----------- | -------- | --- | --- | --- | ----- | --- | --- | --- | --- | --- | --- | --- | --- | --- | --- | ------ | ------- | ------- | ----- |
| 1978 | Walter Wolf | Walter Wolf | Cosworth | ARG | BRA | SUD | O.USA | MON | BEL | ESP | SUE | FRA | GBR | ALE | AUT | HOL | ITA | USA 12 | CAN Ret | -       | 0     |

### Resum
| Curses: | Victòries: | Pòdiums: | Poles: | Voltes ràpides: | Punts: |
| ------- | ---------- | -------- | ------ | --------------- | ------ |
| 2 (2)   | 0          | 0        | 0      | 0               | 0      |